# Minaxorlu
Minaxorlu (tidigare ryska: Минахорлу Minachorlu) är en ort i Azerbajdzjan.   Den ligger i distriktet Ağcabädi, i den centrala delen av landet, 230 km väster om huvudstaden Baku. Minaxorlu ligger 127 meter över havet och antalet invånare är 1 920.
Terrängen runt Minaxorlu är platt. Närmaste större samhälle är Hindarx, 9,5 km norr om Minaxorlu.
Trakten runt Minaxorlu består till största delen av jordbruksmark. Runt Minaxorlu är det ganska tätbefolkat, med 139 invånare per kvadratkilometer.